# Weidenhüll bei Leienfels
Weidenhüll ist ein Gemeindeteil der Stadt Pottenstein im Landkreis Bayreuth (Oberfranken, Bayern). Weidenhüll b.Leienfels liegt in der Gemarkung Leienfels.

## Geographie und Verkehrsanbindung
Das Dorf Weidenhüll liegt südlich der Kernstadt Pottenstein und nordöstlich des Pottensteiner Gemeindeteils Leienfels an der Staatsstraße 2163. Südlich und östlich verläuft die Bundesstraße 2 und weiter entfernt östlich die Bundesautobahn 9.

## Geschichte
Der Ort wurde 1348 als „Weydenhul“ erstmals urkundlich erwähnt. Das Grundwort des ursprünglichen Flurnamens ist Hüle, das Bestimmungswort die Weide.
Mit dem Gemeindeedikt (frühes 19. Jahrhundert) wurde Weidenhüll der Ruralgemeinde Leienfels zugeordnet. Im Rahmen der Gebietsreform in Bayern wurde diese nach Pottenstein eingemeindet.

## Baudenkmäler
In der Liste der Baudenkmäler in Pottenstein (Oberfranken) sind für Weidenhüll zwei Baudenkmäler aufgeführt:
- ein Wohnstallhaus (Weidenhüll 10), wohl aus dem Jahr 1742, ein eingeschossiger Satteldachbau mit Zwerchhaus
- ein Wegkreuz (in Weidenhüll), bezeichnet „1864“, ein Kalksteinsockel mit einem gusseisernen Kruzifix